# Ben Liebrand
Ben Liebrand (Nijmegen, 27 september 1960) is een Nederlandse dj en remixer.

## Biografie
Ben Liebrand is als Bernardus Christianus Liebrand geboren, op 27 september 1960 in Nijmegen Gelderland. Zijn vader is Nederlands en zijn moeder is van Schotse afkomst. Hij heeft één broer en één zus. Hij heeft als opleiding havo en elektrotechniek genoten.
Liebrand wordt gezien als de eerste Nederlandse dj en zelf aangeleerde mixer (als ook remixer, muziekproducer, artiest, songwriter, 3D computer graphic-designer), die in 1983, mede door Lex Harding, het eerste non-stop radioprogramma In the Mix op Hilversum 1 bij Veronica samenstelde met de allernieuwste import dansmuziek. Door zijn introductie van het naadloos aan elkaar mixen van dansplaten op zowel toonhoogte als tempo, als mede door het maken van remixen van bestaande platen, wordt hij een groot voorbeeld voor de hedendaagse Nederlandse dj's, zoals Armin van Buuren, DJ Tiësto en DJ Jean.

## Jeugd
Beïnvloed door de muziek van onder andere Giorgio Moroder, Jean Michel Jarre en Kraftwerk werd zijn interesse gewekt in met name de techniek in combinatie met de muziek. Hij begon in 1976 met zijn mobiele drive-inshow genaamd de "B. Liebrand Audio Studio". Hij draaide als dj op verschillende feestjes, maar stopte hier al snel mee, toen bleek dat zijn dure apparatuur hier te kwetsbaar voor was. Terugkomend van zijn vakantie uit Italië in 1977, kwam hij op het idee om van de meegebrachte platen de beste stukjes achter elkaar te plaatsen m.b.v. een cassettedeck en de pauzetoets - dit was zijn eerste zelfgemaakte mix.

## Dj-werk

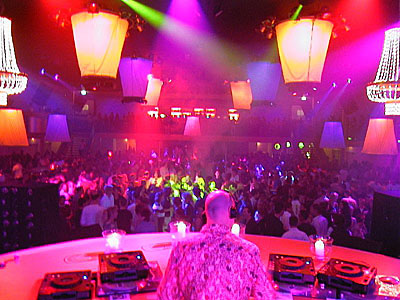
Ben Liebrand draait in The Matrixx in Nijmegen in 2003

Voorafgaand aan het dj-werk kwam hij in 1978 vaak in een lokale discotheek genaamd Juicy Lucy en viel daar soms in om te draaien. Het mixen was toen nog niet aan de orde. In 1979 begon hij met draaien in discotheek de Kwien in het Limburgse Gennep en leerde daar van dj Huib Luijten het op tempo- of beatmixen met behulp van twee Dual draaitafels met pitch-control. Gedurende deze periode in Gennep draaide hij ter afsluiting van de avond altijd het nummer van Kat Mandu met The Break. Vanaf 1980 begon hij met het draaien in de toen pas nieuwe discotheek de Keizer Karel Club in Nijmegen. Pas na de openingsavond kwam hij erachter dat het feitelijk een gayclub was. Hij heeft daar tot en met 1989 gemixt. Hij heeft tot in 1991 gedraaid in discotheek Worldcenter in Kleef Duitsland. In de periode 1991-1995 draaide hij samen met zijn zus Rita Liebrand in discotheek de Hippodrome in Hennef, Duitsland. Hij was vanaf 2001 en de jaren daaropvolgend een regelmatig terugkerende gast-dj van club Matrixx in Nijmegen. Anno 2021 is hij nog steeds actief als dj, maar heeft geen vaste standplaats meer. Zijn specialiteit tijdens het live mixen bestaat uit het tegelijkertijd draaien met vier cd-spelers van Pioneer.

## Awards
- In 1988 ontving hij de "Best Remixer 1988 DMC Award",[19] gekozen door leden wereldwijd, van de Disco Mix Club.
- In 1991 ontving hij de "France Achievement Award 1991 No. 1 Remixer in the World"[20] via de leden van DMC Frankrijk.
- Op 2 november 1992[21] ontving hij op het Dance Connexion Gala de "Dutch Achievement Award 1992 voor Best Dutch Dance Producer".[22]
- Op 19 oktober 2017[23] ontving hij, als eerste, de "Lifetime Achievement Award" uitgereikt tijdens de Nightlife Awards op het Amsterdam Dance Event (ADE).
- Op 9 maart 2020[24] ontving hij, voor zijn jarenlange inzet en bijdrage aan de Nederlandse muziekindustrie, de "Nederlandse Buma Gouden Harp".[25]
- Op 12 juni 2025 ontving hij de prestigieuze Zilveren Reissmicrofoon voor zijn Grandmix 1994, gemaakt in 2024 en landelijk in Nederland uitgezonden op Oudejaarsdag van dat jaar.[26] Hiermee bezorgt hij Radio Veronica tevens haar eerste Zilveren Reissmicrofoon, zelfs gerekend sinds het begin van de oorspronkelijke zeezender.

## Radio
Ben Liebrand maakte zijn landelijke radiodebuut in de nacht van vrijdag 1 naar zaterdag 2 april 1983, met het Veronica Hilversum 1 programma In The Mix, dat in de nacht van vrijdag naar zaterdag tussen 2:00 en 3:00 uur werd uitgezonden. Dit programma was tevens het eerste radioprogramma waarin non-stop dansmuziek gemixt werd, zonder de tot dan toe gebruikelijke radio dj-voice-overs. De enige spraak die te horen was, was een aankondiging van de dj van het vorige radio-uur "Zet je radio maar aan en je diskjockey maar uit" en aan het einde van de mix een opsomming van de titels van de gedraaide platen.
De "Minimix" was vanaf vrijdag 12 oktober 1984 t/m vrijdag 16 oktober 1987 wekelijks te horen als vast onderdeel van de populaire vrijdagavond programma's op Hilversum 3 en vanaf vrijdag 6 december 1985 op vanaf dan Radio 3 in Curry en Van Inkel en vanaf vrijdag 30 oktober 1987 t/m vrijdag 30 augustus 1991 in opvolger "Stenders & Van Inkel", vanaf vrijdag 6 september 1991 t/m vrijdag 02-10-1992 in opvolger "Dinges & Van Inkel". Het vaste uitzendtijdstip was "twee platen over negen". Deze "minimix" was in eerste instantie een kortere "extra" In The Mix, maar al snel concentreerde zich de minimix op meerdere platen van één artiest, en in de afleveringen daarna, hoofdzakelijk een remix van één enkele plaat. Enkele van deze "minimixen" kregen internationale bekendheid, waaronder remixen van nummers van Fun Fun, Harold Faltermeyer, Bill Withers, Paul Hardcastle, Phil Collins en Dimples D. In 1990 remixte hij, op verzoek van het platenlabel van Sting, de plaat Englishman in New York. Deze remix behaalde uiteindelijk een 15e positie in de UK Singles Chart. Andere remixen die wereldberoemd zijn geworden, zijn onder andere Holiday Rap van MC Miker G & DJ Sven, In the Air Tonight van Phil Collins en diverse nummers van Salt-N-Pepa.
"In The Mix" op Hilversum 1 eindigde op zaterdag 23 november 1985, vlak voor de herprofilering, herindeling en hernoeming van de landelijke publieke radiozenders van "Hilversum" naar "Radio" per zondag 1 december 1985. De laatste aflevering bestond uit een speciale "Classics Mix". 
Ook stond Liebrand bekend om zijn "Grandmix" jaarmixen, uitgezonden als onderdeel van de "Top 100 van het jaar" door Veronica in haar reguliere zendtijd op de vrijdag op Hilversum 3 vanaf december 1983 t/m december 1984 en vanaf december 1985 t/m december 1992 op toentertijd Radio 3. Vanaf december 1993 werd wegens de invoering van de nieuwe publieke hitlijst Mega Top 50 op Radio 3, enkele jaren de "Megamix" op de laatste zaterdag van het jaar als onderdeel van de "Mega Top 100 van het jaar" uitgezonden.
Na 19 jaar afwezigheid keerde op 9 januari 2004 "In The Mix" terug op de radio bij de commerciële radiozender Radio Veronica. In het eerste uitzendjaar startte het programma in eerste instantie als een twee uur durend programma, maar werd vanaf 6 februari 2004, uitgebreid tot een drie uur durend programma. In het eerste uur werden zowel oude als nieuwe minimixen / mash-ups gedraaid en werden interviews door Liebrand gedaan met andere bekende dj's en artiesten. Aan het einde van het programma zat het item Backtrack, waarin een oude track werd besproken / gedraaid, die in een nieuwe productie terug was te horen. Hobby-dj-mixers, ook wel de mixfreaks genoemd naar aanleiding van de Mixfreaks Mailinglist, kregen bij Liebrand de kans om eigen samengestelde mixen in te sturen, die zowel in het eerste uur als in het derde uur werden gedraaid. Vanaf januari 2005 werd het programma teruggebracht naar 1 uur. Op 1 april 2008 verlengde Liebrand zijn contract bij Radio Veronica en wordt "In The Mix" veilig gesteld voor verdere uitzending.
Jarenlang was de duur van de uitzending 1 uur, maar vanaf juli 2015 werd de lengte van het programma teruggebracht naar 30 minuten. In The Mix blijft dan niet meer een opzichzelfstaand programma, maar werd het binnen het radioprogramma van dj Silvan Stoet ondergebracht. De uitzending vond plaats op de zaterdagavond van 20:30 uur tot 21:00 uur en was te horen tot eind 2016, waarna het programma onderdeel stopte bij Radio Veronica.
Op 7 januari 2017 verhuisde het programma naar Radio 10 en werd hetzelfde concept van 30 minuten aangehouden. Het programma werd op deze zender ondergebracht bij het zaterdagavondradioprogramma Sven's Classix van dj Sven van Veen.

## Grandmix
Aan het einde van 1983, in de laatste week van december, gebruikte Liebrand zijn wekelijkse radio-uur om een mix ten gehore te brengen van een groot aantal korte fragmenten van dansplaten van het afgelopen jaar. Het maken van jaarmixen was geen nieuw idee (Disconet en de Disco Mix Club deden dit al), maar de lengte van een uur was wel uitzonderlijk. Deze jaarmixen werden, mede door de hoge mixkwaliteit, alsook de populariteit onder het jongere danspubliek, een traditie, en kregen de mixen vanaf 1984 de naam Grandmix gevolgd door het jaartal van het desbetreffende jaar (in 1983 werd in eerste instantie bij de afkondiging benoemd als Monstermix). De Grandmix is een geregistreerd handelsmerk van Ben Liebrand. In december 1992 maakte hij zijn laatste Grandmix voor Veronica Radio 3 en stopte in 1993 met het maken van nieuwe Grandmixen. Dit kwam mede door de weinige response op zijn mixen (er was immers in de jaren '80 en begin jaren '90 nog geen internet of sociale media), alsook door de vele illegale bootlegs die van zijn Grandmixen werden gemaakt, waardoor hij aan inkomstenderving leed. Tussen 1983 en 1992 zijn er in totaal 10 jaarmixen door hem gemaakt, die allemaal op Hilversum 3 en vanaf december 1985 op Radio 3 zijn uitgezonden door het publieke Veronica. Vanaf 1987 werd de afspeellijst van de Grandmix gepubliceerd in het tijdschrift Disco Dance.

## Terugkeer Grandmix
In 1998 worden er op nl.muziek nieuwsgroep, als ook op de Mixfreaks Mailinglist regelmatig verzoekjes geplaatst door Grandmix / In The Mix-fans die één of meer uitzendingen van de Grandmix of In The Mix-afleveringen hadden gemist en nu op zoek waren naar de ontbrekende seconden tussen "kant A" en "kant B" (toendertijd werden radiouitzendingen op cassettebandjes opgenomen). Toen Liebrand erachter kwam dat er zoveel Mixfreaks fans waren, benaderde hij zelf Radio 538 waarbij het hem lukte om alle Grandmixen in het daaropvolgende jaar (1999) op Radio 538 te laten herhalen op de laatste zaterdagavond van de maand van januari tot en met oktober. In november 1999 wordt de Classics Mix herhaald (dit was de laatste In The Mix aflevering die was uitgezonden op 23 november 1985), waarin de beste dansplaten tussen 1979 en 1982 voorbij kwamen. Op 31 december 1999 kwam er na 7 jaar stilte weer een nieuwe Grandmix getiteld Grandmix Of The Millennium op de radio. Het bijzondere aan de mix was dat het nu een drie uur lange mix was geworden en waren de beste dansplaten van de jaren 1975 t/m 1999 aan elkaar gemixt. Dit nieuwe format Grandmix werd ook uitgebracht op een speciale driedubbel-cd-box.
Vanaf 31 december 2000 wordt de Grandmix weer jaarlijks uitgezonden. Hierin zijn de beste dance tracks van dat specifieke jaar aan elkaar gemixt. Was de tijdsduur van de Grandmix voorheen bijna één uur, Liebrand maakte als eerste dj een mix van bijna drie uur. Doordat de muziekfragmenten daardoor langer kunnen duren, was het mogelijk om de Grandmix via Sony/BMG uit te brengen op audio-cd. Dit was in de oude vorm van de Grandmix niet mogelijk, vanwege het verkrijgen van de benodigde rechten én het feit dat op één enkele cd, met meer dan 100 artiesten, dit een buiten proportionele hoge licentie- en Buma-Stemra-afdracht met zich mee zou brengen. De kosten zouden daardoor zo hoog worden, dat het voor geen enkele platenmaatschappij interessant of haalbaar zou zijn om dit commercieel uit te brengen.

## Fanclub
In 1991 werd er een Ben Liebrand fanclub opgericht door Enrico Steenbergen uit Zwolle. Het eerste clubblad droeg de titel Ben Liebrand News, maar dit werd vanaf de tweede uitgave omgezet in Ben Talk. Het eerste clubblad werd op vrijdag 4 oktober 1991 officieel uitgereikt aan Liebrand na de uitzending van de Minimix in het programma van Stenders en Van Inkel. Naast de fans die in het clubblad schreven, verleende Liebrand ook zelf zijn medewerking aan de totstandkoming van het blad. Op 26 augustus 1992 werd de eerste fanclubdag georganiseerd in Music Hall X-Ray gevestigd aan de Blijmarkt 15 in Zwolle. Tijdens deze fanclub dag gaf Liebrand zelf een demonstratie van onder andere de totstandkoming van een Minimix en was er een 3D-computermodel van de Startrek Enterprise te zien, die door hem zelf in elkaar was gezet. Tijdens de fanclubdag kwam Liebrand in contact met Armin van Buuren, die zijn interesse wekte naar aanleiding van een track die Armin zelf met een sampler had gemaakt. Het is onduidelijk hoelang de fanclub precies bestaan heeft, hoeveel leden er waren en tot wanneer het clubblad bestaan heeft. Na het stoppen van de Grandmix en na het stoppen van de Minimix in 1994, is het clubblad nog tot in 1994 verschenen.

## Grandmix niet meer op cd
Met ingang van 2019 werden er na twintig jaar geen Grandmixen meer uitgebracht op cd vanwege problemen met het vrijkrijgen van de licenties en het aanhoudend illegaal verspreiden van de mixen via het internet, waardoor inkomsten worden misgelopen. Het betekende echter niet het definitieve einde van de Grandmix, deze ging vanaf december 2020 nog gewoon door als een drie uur durende radio-uitzending.

## Cd's
- In 1990 kwam Liebrands eerste cd getiteld Styles uit. De cd bevatte muziek die Liebrand, al dan niet in samenwerking met andere artiesten zoals Tony Scott, Jochem Fluitsma en Carol Kenyon, zelf gespeeld en geproduceerd had. Een aantal nummers op de cd waren eerder al op de radio te horen als zogenaamde Minimix.
- In 1999 startte hij met het uitbrengen van cd's in eigen beheer. Deze cd's zijn voorzien van zijn handtekening en uniek serienummer, en zijn verkrijgbaar via zijn persoonlijke website. Dit begon onder andere met een drietal cd's getiteld Ben Liebrand Collector's Edition.[47] Een serie van drie cd's met zelfgemaakte producties, die eerder als Minimix te horen waren geweest op de radio.
- In 2000 bracht hij in eigen beheer een verbeterde en langere versie uit van zijn eerste cd, maar nu in de vorm van een dubbel-cd, getiteld Styles XL.[48]
- In 2003 begon hij aan de cd-serie Grand 12 Inches.[49] Een serie verzamel-cd's die hij in samenwerking met Sony/BMG uitbracht. Hierop zijn oude 12 inchversies van disconummers te horen, waar hijzelf goede herinneringen aan heeft, maar die moeilijk te verkrijgen zijn op cd.
- In 2015 bracht hij, 25 jaar na het verschijnen van zijn eerste cd, zijn tweede cd uit getiteld Iconic Groove.[50] Op deze dubbel-cd ging hij terug naar de discomuziek uit de jaren '70 en '80 en begin jaren '90, waarbij hij samenwerkte met onder anderen Tony Scott, Cerrone en James "D-Train" Williams.

## Vinyl
Sinds 2022 heeft Ben diverse remixen van zijn hand op vinyl uitgebracht op het High Fashion-label. De meeste zijn ook digitaal via Bandcamp uitgebracht. Het zijn grotendeels nummers uit de jaren tachtig zoals The Flirts met Passion, Divine met Native Love, Moses met We Just, Divine Sounds met What People Do For Money en Fun Fun met Happy Station maar ook nieuwe nummers van OJam.
Ben geeft zelf overigens aan geen warm voorstander van vinyl te zijn vanwege de beperkingen en geluidsverlies.

## Andere muziekactiviteiten
Liebrand voerde ook muziekactiviteiten uit onder pseudoniemen als "Crystal Palace", "The", "ISCO" en "Teknikolor". Andere samenwerkingsprojecten kwamen uit als "S.B.B.L." (waar S.B. staat voor Sander Bos) en "Goldilox", dat een samenwerkingsverband was met zijn zus Rita Liebrand. In 2010 brengt hij samen met zijn zoon Sascha Liebrand twee mix-cd's uit.

## Liebrand Images
Vanaf 1991 heeft hij zich naast audio ook toegelegd op 3D-animaties en startte hij Liebrand Images. Hij was in de jaren 90 zelfs een periode een officiële Silicon Graphics Reseller. Hij maakt onder andere gebruik van 3D-softwareprogramma's zoals electro GIG en Softimage 3D Extreme. Zo maakte hij onder andere de cd-hoezen en 3D-animaties voor diverse tv-reclames; waaronder die van Pepsi, de cd-serie Thunderdome, Happy Hardcore, Mega Dance, Radio 538 en leaders van TMF (The Music Factory) en animaties voor de KLM, alsook videoclips voor onder andere Alan Parsons, The Time Machine, Atlantic Ocean Trance-Atlantic en 2 Brothers on the 4th Floor, Fairytales. Hij is tevens verantwoordelijk voor een groot deel van de animaties die Armin van Buuren gebruikt tijdens zijn optredens. Liebrand ontwerpt al zijn cd-hoezen, labels en videopromo's zelf.

## Opleiding
In 2003 kwam het bericht naar buiten dat hij met ingang van het schooljaar 2004 les ging geven aan de Fontys Rockacademie in Tilburg. Op 8 november 2003 geeft hij als voorproefje een dj-workshop tijdens de open dag aldaar. De opleiding had een strenge toelatingseis en werd gegeven voor maar 10 leerlingen. Tot wanneer en hoelang zijn activiteiten aan deze opleiding hebben geduurd is niet bekend.

## Tony Scott & Friends
Op 15 februari 2016 organiseerde Liebrand samen met Ton Derks een speciaal afscheidsconcert getiteld An Evening with Tony Scott & Friends, voor en met rapper Tony Scott, die eind 2014 gediagnosticeerd is met Multiple Sclerose (MS). Het drie uur durende afscheidsconcert werd gehouden in het Paradiso te Amsterdam. Een schilderij van een jonge Tony Scott, gemaakt door kunstenaar Joram Baruch, werd aan het eind van de avond onder het publiek verloot. De opbrengst ging naar het Nationale MS Fonds. Artiesten die optraden deze avond waren onder anderen Loïs Lane, Jochem Fluitsma, Marcel Schimscheimer & Martino, King Bee, Robin 'Jaydee' Albers, Candy Dulfer, Amber Nijman, Kiddo Cee, C-flow, Miss Brownie, en Thompson. Tony Scott gaf die avond, ondanks zijn verslechterde gezondheid, ook nog een optreden.

## Persoonlijk
Liebrand is getrouwd met Brenda van Raam en zij hebben samen drie kinderen. De familie emigreerde in 2010 vanuit hun monumentale pand Villa Roozenburg in Weurt (Beuningen, Gelderland) naar Okotoks in de provincie Alberta, Canada, waar hij zijn activiteiten voortzette.